# Karl August Credner
Karl August Credner (Waltershausen, 1797 – Gießen, 1857) è stato un teologo tedesco.
Docente all'università di Jena dal 1830 e successivamente a Gießen, seguì la corrente teologica di Ferdinand Christian Baur, redigendo nel 1831 una storia canonica del Nuovo Testamento secondo i dettami del maestro.